# Evelyn Stevens
Evelyn Lee Stevens (ur. 9 maja 1983 w Claremont) – amerykańska kolarka szosowa, sześciokrotna medalistka mistrzostw świata.

## Kariera
Pierwszy sukces Evelyn Stevens osiągnęła w 2011 roku, kiedy zdobyła srebrny medal w indywidualnej jeździe na czas na mistrzostwach panamerykańskich w Rionegro. Na rozgrywanych rok później mistrzostwach świata w Valkenburgu zdobyła srebrny medal w indywidualnej jeździe na czas, a wspólne z koleżankami z Team Specialized–lululemon zwyciężyła w drużynowej jeździe na czas. W tym samym roku wystąpiła także na igrzyskach olimpijskich w Londynie, zajmując 24. miejsce w wyścigu ze startu wspólnego. Podczas mistrzostw świata we Florencji w 2013 roku ponownie zwyciężyła w drużynowej jeździe na czas. Na tych samych mistrzostwach była czwarta w indywidualnej jeździe na czas i piąta w wyścigu ze startu wspólnego. Ponadto w sezonie 2012 zajęła trzecie miejsce w klasyfikacji generalnej Pucharu Świata w kolarstwie szosowym, ulegając jedynie Holenderce Marianne Vos oraz Niemce Judith Arndt.

## Najważniejsze osiągnięcia
2009
1. miejsce w Tour of the Battenkill
2. miejsce w La Route de France
2. miejsce w mistrzostwach USA (jazda ind. na czas)
2010
 1. miejsce w mistrzostwach USA (jazda ind. na czas)
1. miejsce na 7. etapie Giro Rosa
1. miejsce na 6. etapie Nature Valley Grand Prix
2011
 1. miejsce w mistrzostwach USA (jazda ind. na czas)
2012
 1. miejsce w mistrzostwach świata (jazda druż. na czas)
1. miejsce w Women's Tour of New Zealand
1. miejsce w Gracia-Orlova
1. miejsce w Exergy Tour
1. miejsce w La Route de France
1. miejsce na 7. i 9. etapie
1. miejsce w La Flèche Wallonne Féminine
 2. miejsce w mistrzostwach świata (jazda ind. na czas)
3. miejsce w Giro Donne
1. miejsce na 3. etapie
2013
 1. miejsce w mistrzostwach świata (jazda druż. na czas)
1. miejsce w Giro del Trentino
2. miejsce w Gracia-Orlová
1. miejsce na 1. etapie
4. miejsce w mistrzostwach świata (jazda ind. na czas)
5. miejsce w mistrzostwach świata (start wspólny)
2014
1. miejsce w Thüringen Rundfahrt der Frauen
1. miejsce na 4. etapie
1. miejsce w Holland Ladies Tour
 1. miejsce w mistrzostwach świata (jazda druż. na czas)
 3. miejsce w mistrzostwach świata (jazda ind. na czas)
2015
3. miejsce w Women's Tour of New Zealand
2016
 1. miejsce w mistrzostwach świata (jazda druż. na czas)
2. miejsce w Giro d'Italia Femminile
1. miejsce na 2., 6. i 7. etapie
2. miejsce w La Flèche Wallonne Féminine
3. miejsce w Tour of California